# Hapona
Genre
Hapona est un genre d'araignées aranéomorphes de la famille des Toxopidae.

## Distribution
Les espèces de ce genre sont endémiques de Nouvelle-Zélande.

## Liste des espèces
Selon World Spider Catalog (version 18.5, 15/11/2017) :
- Hapona amira Forster, 1970
- Hapona aucklandensis (Forster, 1964)
- Hapona crypta (Forster, 1964)
- Hapona insula (Forster, 1964)
- Hapona marplesi (Forster, 1964)
- Hapona moana Forster, 1970
- Hapona momona Forster, 1970
- Hapona muscicola (Forster, 1964)
- Hapona otagoa (Forster, 1964)
- Hapona paihia Forster, 1970
- Hapona reinga Forster, 1970
- Hapona salmoni (Forster, 1964)
- Hapona tararua Forster, 1970

## Publication originale
- Forster, 1970 : The spiders of New Zealand. Part III. Otago Museum Bulletin, vol. 3, p. 1-184.